# Strangers By Night
A Strangers By Night című dal a német-holland C.C.Catch Catch the Catch című 1986-ban megjelent stúdióalbumának harmadik kislemeze. A dal több slágerlistára is felkerült.

## Tracklista
12 Maxi
Németországi kiadás (Hansa 608 147)
1. Strangers By Night (Extended Version) – 5:41
2. Strangers By Night (Instrumental) – 3:43

7 kislemez
Japán kiadás (Victor IPX-1851)
1. Strangers By Night – 3:43
2. Strangers By Night (Instrumental) – 3:43

## Slágerlista
| Slágerlista(1986) | Legmagasabb helyezés |
| ----------------- | -------------------- |
| Németország       | 9                    |
| Ausztria          | 15                   |
| Spanyolország     | 10                   |
| Svájc             | 11                   |

## Külső hivatkozások
- Dalszöveg[6]
- Videóklip[7]